# Kateřina Kočiová
Kateřina Kočiová est une ancienne joueuse tchèque de volley-ball née le 3 février 1988 à Planá. Elle mesure 1,87 m et jouait au poste de réceptionneuse-attaquante. 

## Clubs
| Club               | De        | À         |
| ------------------ | --------- | --------- |
| TJ Baník Stříbro   | 1995-1996 | 1999-2000 |
| VŠ Slavie Plzeň    | 2000-2001 | 2003-2004 |
| PVK Olymp Prague   | 2004-2005 | 2007-2008 |
| VC Weert           | 2008-2009 | 2008-2009 |
| SK Slavia Praha    | 2009-2010 | 2010-2011 |
| KPSK Stal Mielec   | 2011-2012 | 2011-2012 |
| SVS Post Schwechat | 2012-2012 | 2012-2012 |
| VK AGEL Prostějov  | 2012-2013 | 2012-2013 |
| Jakarta BNI 46     | 2013-2014 | 2013-2014 |
| PA Venelles        | 2014-2015 | 2014-2015 |
| TPM Racing Volley  | 2015-2016 | 2017-2018 |

## Palmarès
- Championnat de République tchèque
  - Vainqueur : 2005, 2008, 2013.
- Coupe de République tchèque
  - Vainqueur : 2004, 2005, 2006.